# Municipio de Willshire
El municipio de Willshire (en inglés: Willshire Township) es un municipio ubicado en el condado de Van Wert en el estado estadounidense de Ohio. En el año 2010 tenía una población de 1584 habitantes y una densidad poblacional de 17,1 personas por km².

## Geografía
El municipio de Willshire se encuentra ubicado en las coordenadas 40°46′5″N 84°44′13″O / 40.76806, -84.73694. Según la Oficina del Censo de los Estados Unidos, el municipio tiene una superficie total de 92.63 km², de la cual 92.23 km² corresponden a tierra firme y (0.43%) 0.4 km² es agua.

## Demografía
Según el censo de 2010, había 1584 personas residiendo en el municipio de Willshire. La densidad de población era de 17,1 hab./km². De los 1584 habitantes, el municipio de Willshire estaba compuesto por el 97.41% blancos, el 0.44% eran afroamericanos, el 0.19% eran amerindios, el 0.25% eran asiáticos, el 0.06% eran isleños del Pacífico, el 0.25% eran de otras razas y el 1.39% pertenecían a dos o más razas. Del total de la población el 1.33% eran hispanos o latinos de cualquier raza.